# Simfonia núm. 10 (Xostakóvitx)
La Simfonia núm. 10 en mi menor, op. 93, fou composta per Dmitri Xostakóvitx l'estiu de 1953 i estrenada per l'Orquestra Filharmònica de Leningrad sota la direcció de Ievgueni Mravinski el 17 de desembre del 1953. No és clar quan va ser escrita. Segons el compositor, la simfonia es va compondre entre el juliol i l'octubre de 1953, però Tatiana Nikolàieva va declarar que es va completar el 1951. Els esbossos d'alguns dels materials daten de 1946.

## Instrumentació
La simfonia està escrita per a tres flautes (primera flauta amb extensió en si bemoll, segona i tercera flauta doblant amb piccolo), tres oboès (tercer doblant amb corn anglès), tres clarinets (tercer doblament amb clarinet en mi bemoll), tres fagots (tercer doblant de contrafagot), quatre trompes, tres trompetes, tres trombons, tuba, timbals, bombo, caixa, triangle, plats, tamborí, tam-tam, xilòfon i cordes.

## Origen i context
L'1 de març de 1953 Ióssif Stalin va patir un ictus i quatre dies després va morir. El poble rus es va veure alleujat. Entre els milions de persones hi havia Xostakóvitx, l'home que havia estat considerat com el compositor més important rus fins que ja feia uns anys que havia caigut en desgràcia per l'assetjament del règim. Tal va ser l'aflicció general, que la mort de Serguei Prokófiev el mateix dia va passar gairebé desapercebuda. La mort de Stalin va ser el pas més important cap a la rehabilitació de Xostakóvitx com a artista creatiu.
El 1945, els jerarques soviètics volien celebrar la victòria a la Segona Guerra Mundial amb una gran simfonia, comparable a la Novena de Beethoven. Xostakóvitx, però, tement que el Partit utilitzés la futura “gran simfonia” com a instrument de propaganda soviètica, com ja li havia passat amb la Setena, va compondre una obra més propera al format del divertiment, de la qual destaquen dues característiques: la brevetat (no ultrapassa la durada de la mitja hora) i el sarcasme. Naturalment, això no va agradar gens ni mica a les autoritats, que van revocar els seus privilegis. Els comitès del Partit van declarar que anava en contra de la voluntat del poble soviètic, i van denunciar el compositor amb l'etiqueta de "formalista", que significava la condemna a mort artística. Com a conseqüència, Xostakóvitx va ser boicotejat.
Tot i que el compositor cada cop tenia un interès creixent pel quartet de corda -núm. 3 a 5 durant aquests anys-, els vuit anys que van passar entre les simfonies Novena i Desena van ser sobretot culpa del decret antiformalista de 1948 (que va afectar també a Prokófiev i a Khatxaturian), quan les simfonies soviètiques en general i les de Xostakóvitx en particular van ser durament atacades pel Partit, visibilitzat en la persona d'Andrei Jdànov. Durant els vuit va ser denunciat públicament, els encàrrecs van ser comptats i van cessar les representacions de la seva obra. Fins i tot va ser destituït del seu càrrec de professor de composició al Conservatori de Moscou.

## Representacions

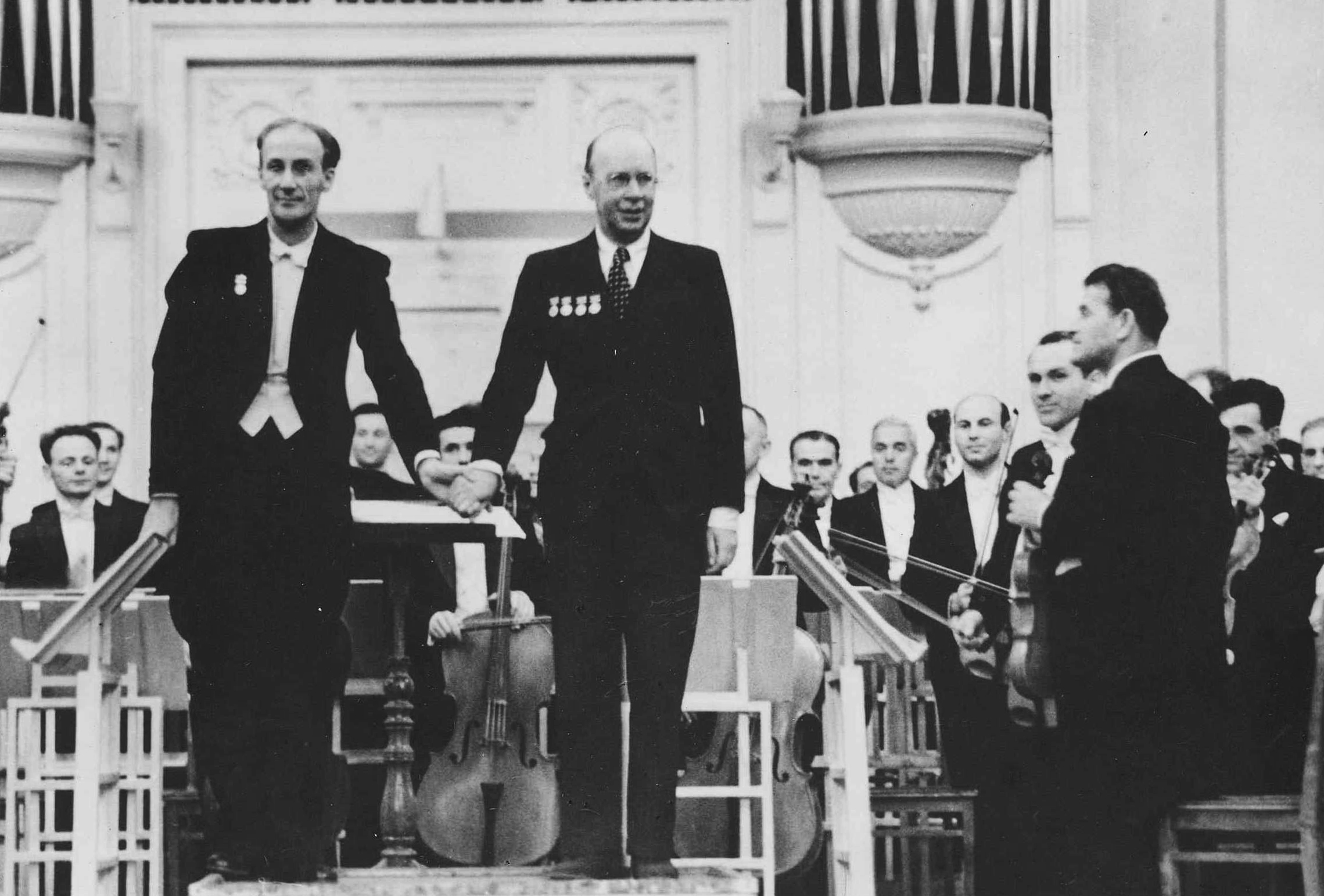
Ievgueni Mravinski (a l'esquerra), director de l'estrena, en una imatge amb Prokófiev

Es va estrenar el 17 de desembre del 1953 per l'Orquestra Filharmònica de Leningrad dirigida per Ievgueni Mravinski i va tenir un èxit aclaparador, així com en les actuacions posteriors a Moscou. L'obra va esdevenir objecte de discussió generalitzada i una intensa controvèrsia a tota la Unió Soviètica.
Tot i que aquestes actuacions van tenir una acollida entusiasta, la reacció crítica i "oficial" va ser més circumspecta. L'absència d'un programa concret i la seva complexitat musical general feia difícil situar la simfonia dins d'un context socialista i realista i, per tant, presentava problemes per a l'oient "normal". Alguns crítics van quedar desconcertats pel seu to i alguns consideraven que la perspectiva decididament desolada podia rebre la repressió del règim. Tal va ser l'enrenou generat per aquesta primera gran oferta postestalinista que la branca de Moscou de la Unió de Compositors es va reunir durant tres dies a finals de març i principis d'abril de 1954, amb els seus membres discutint acaloradament a favor i en contra de si la Desena era digne d'un segell d'aprovació "oficial". Els funcionaris encara qüestionaven el seu valor quan la simfonia ja s'havia estrenat als Estats Units i Gran Bretanya, per part de Dimitri Mitropoulos amb l'Orquestra Filharmònica de Nova York el 14 d'octubre de 1954 i d'Adrian Boult amb la de Londres.
Això va donar lloc a què personatges destacats sortissin en la seva defensa. No menys de 20 articles en van parlar en revistes russes. El compositor Dmitri Kabalevski va declarar: «Estic profundament convençut que el conflicte que retrata sorgeix de la tensió que ara hi ha arreu del món». Una visió que va ser totalment avalada pel compositor txec Václav Dobiáš: «Pocs compositors contemporanis podrien haver reflectit el dolor i les esperances de l'home contemporani com ha fet Xostakóvitx a la seva Desena Simfonia». El violinista David Óistrakh també va afirmar: «La simfonia està impregnada dels nobles principis ètics, la profunda humanitat i el sentiment genuí d'un gran artista i patriota. La seva força rau en el seu enorme efecte dramàtic, els seus conflictes aguts i la bellesa captivadora i la propietat del seu llenguatge».
Per la seva banda, Xostakóvitx es va mantenir obstinadament secret sobre l'obra: «Seria molt més interessant per a mi saber què pensa l'oient i escoltar les seves observacions». Però també va insinuar que efectivament hi havia un programa subjacent específic, afegint que havia volgut, simplement, «retratar els sentiments i passions humanes».
El 14 d'octubre de 1954, Dimitri Mitropoulos va dirigir l'estrena americana amb la New York Philharmonic-Symphony.

## Anàlisi musical
La simfonia té quatre moviments i una durada d'aproximadament 50-60 minuts:
1. Moderato
2. Allegro
3. Allegretto – Largo –Più mosso
4. Andante – Allegro – L'istesso tempo

### I. Moderato
El primer i més llarg moviment és un moviment lent en forma de sonata tosca. Com a la seva Cinquena Simfonia, Xostakóvitx cita una de les seves composicions sobre Puixkin⁣: en el primer moviment, del segon de la seu op. 91: Quatre monòlegs sobre versos de Puixkin per a baix i piano (1952), titulat "Què hi ha al meu nom?". Aquest tema de la identitat personal es torna a recollir en el tercer i quart moviment.

### II. Allegro
El segon moviment és un scherzo breu i fort amb ritmes sincopats i passatges de semicorxeres. El llibre Testimoni deia:
Vaig representar Stalin en la meva següent simfonia, la desena. La vaig escriure just després de la mort d'Stalin i ningú encara no ha endevinat de què tracta la simfonia. Es tracta de Stalin i els anys de Stalin. La segona part, l'scherzo, és un retrat musical de Stalin, a grans trets. Per descomptat, hi ha moltes altres coses, però aquesta és la base.
La biògrafa de Xostakóvitx, Laurel Fay, va escriure: "No he trobat cap corroboració que un programa tan específic fos pensat o percebut en el moment de la composició i la primera actuació". El musicòleg Richard Taruskin va qualificar la proposta de "revelació dubtosa, que ningú havia sospitat abans ni a Rússia ni a Occident". Elizabeth Wilson afegeix: "La desena simfonia es llegeix sovint com el comentari del compositor sobre la recent era estalinista. Però, com sovint en l'art de Xostakóvitx, l'exposició d'esdeveniments externs s'oposa al món privat dels seus sentiments més íntims."

### III. Allegretto
En el tercer moviment, el compositor introdueix un motiu musical derivat de la transliteració alemanya del seu nom, "D. Schostakowitsch". Crea una signatura musical -Re, Mi bemoll, Do i Si, el motiu D-S-C-H- a partir de la seva primera inicial i les tres primeres lletres del seu cognom (en alemany, el mi bemoll es coneix com "Es" i el si natural com "H"). Aquest lema es va convertir en una característica destacada en la música del compositor, potser més notablement en l'autobiogràfic Quartet de corda núm. 8 (1961) que n'està saturat. Aquest motiu és introduït per primera vegada per les flautes i clarinets a un minut del moviment, com una extensió del vals distorsionat, gairebé satiritzat, amb el qual s'obre el moviment.
L'erudita en Xostakóvitx Nelly Kravetz va desxifrar un altre codi, un altre motiu, tocat repetidament per la trompa solista, que prové del nom d'una de les seves alumnes, Elmira Nazírova (E-A-I-D-A, o E-la-Mi-Re-A en una combinació de notació francesa i alemanya).
Audio playback is not supported in your browser. You can download the audio file.
Aquest motiu, cridat dotze vegades per la trompa, representa Elmira Nazíova, una alumna del compositor de qui es va enamorar. El motiu és d'una tonalitat ambigua, donant-li un aire d'incertesa o buit.

A la fi del moviment, la trompa s'obsessiona amb el motiu d'Elmira mentre que el flautí i la flauta toquen la signatura DSCH, subratllant la dimensió de tragèdia personal de la música, el seu to sarcàstic i amarg que sorgeix de l'anhel insatisfet d'una musa inabastable.
En una carta a Nazírova, el mateix Xostakóvitx va assenyalar la semblança del motiu amb la crida dels simis en el primer moviment de Das Lied von der Erde de Mahler, una obra que havia estat escoltant per aquella època:
Audio playback is not supported in your browser. You can download the audio file.
Les mateixes notes s'utilitzen en ambdós motius, i ambdós són interpretats repetidament per la trompa. En el poema xinès establert per Mahler, el simi és una representació de la mort, mentre que el motiu d'Elmira en si es produeix juntament amb el "to fúnebre" d'un tam tam. Al llarg del moviment, els temes DSCH i Elmira s'alternen i s'apropen gradualment.

### IV. Andante
En el quart i últim moviment, una introducció lenta "Andante" segueix bruscament en un "Allegro" on el tema DSCH s'utilitza de nou. La coda fa una transició a mi major i, en els compassos finals, diversos instruments en glissando d'un mi al següent mi.

## Enregistraments notables
Les gravacions d'aquesta simfonia inclouen:
| Orquestra                                 | Conductor              | Companyia discogràfica | Any de gravació                  | Format |
| ----------------------------------------- | ---------------------- | ---------------------- | -------------------------------- | ------ |
| Orquestra Filharmònica de Nova York       | Dmitri Mitropoulos     | CBS                    | 1954                             | LP     |
| Orquestra Filharmònica de Leningrad       | Yevgeny Mravinsky      | Naxos                  | 1954 (enregistrament en directe) | CD     |
| Filharmònica Txeca                        | Karel Ančerl           | DG                     | 1955                             | LP     |
| Orquestra Simfònica de la URSS            | Evgueni Svetlanov      | Melodia                | 1966                             | LP     |
| Orquestra Filharmònica de Berlín          | Herbert von Karajan    | DG                     | 1966                             | LP     |
| Orquestra Filharmònica de Moscou          | Kirill Kondrashin      | Melodia                | 1973                             | LP     |
| Orquestra Filharmònica de Leningrad       | Yevgeny Mravinsky      | Melodia                | 1976 (enregistrament en directe) | LP     |
| Orquestra Filharmònica de Londres         | Bernard Haitink        | Decca                  | 1977                             | LP     |
| Orquesta Sinfonia de Berlín               | Kurt Sanderling        | Clàssics de Berlín     | 1977                             | LP     |
| Orquestra Filharmònica de Berlín          | Herbert von Karajan    | DG                     | 1981                             | LP     |
| Orquestra Filharmònica de Londres         | Bernard Haitink        | LPO                    | 1986 (enregistrament en directe) | CD     |
| Orquestra de Cleveland                    | Christoph von Dohnányi | Decca                  | 1992                             | CD     |
| Orquestra de Filadèlfia                   | Mariss Jansons         | Clàssics EMI           | 1994                             | CD     |
| Jove Orquestra Simón Bolívar de Veneçuela | Gustavo Dudamel        |                        | 2007 (enregistrament en directe) | CD     |
| Reial Filharmònica de Liverpool           | Vasili Petrenko        | Naxos                  | 2009                             | CD     |
| Reial Orquestra Filharmònica              | Vladimir Ashkenazy     | Decca                  | 2011                             | CD     |
| Royal Concertgebouw Orchestra             | Mariss Jansons         | RCO en directe         | 2013 (enregistrament en directe) | CD     |
| Orquestra Simfònica de Boston             | Andris Nelsons         | DG                     | 2015 (enregistrament en directe) | CD     |
| Orquestra Simfònica de Londres            | Gianandrea Noseda      | LSO en directe         | 2021                             | CD     |
| Orquestra Filharmònica de Hong Kong       | Jaap van Zweden        | Naxos                  | 2022                             | CD     |